# Чемпіонат Шотландії з футболу 1890—1891
Чемпіонат Шотландії з футболу 1890-91 — футбольне змагання у найвищому дивізіоні чемпіонату Шотландії, що стартував 16 серпня 1890 року та фінішував 12 травня 1891 року. Це 1-й сезон чемпіонату Шотландії в якому перемогу здобули одразу два клуби за рівності очок «Дамбартон» та «Рейнджерс».

## Підсумкова таблиця
| Поз | Команда           | І  | В  | Н | П  | ГЗ | ГП | РГ  | О  | Кваліфікація або пониження          |
| --- | ----------------- | -- | -- | - | -- | -- | -- | --- | -- | ----------------------------------- |
| 1   | Дамбартон (C)     | 18 | 13 | 3 | 2  | 61 | 21 | +40 | 29 | Чемпіони                            |
| 2   | Рейнджерс (C)     | 18 | 13 | 3 | 2  | 58 | 25 | +33 | 29 | Чемпіони                            |
| 3   | Селтік            | 18 | 11 | 3 | 4  | 48 | 21 | +27 | 21 |                                     |
| 4   | Камбусленг        | 18 | 8  | 4 | 6  | 47 | 42 | +5  | 20 |                                     |
| 5   | Терд Ланарк       | 18 | 8  | 3 | 7  | 38 | 39 | −1  | 15 |                                     |
| 6   | Гарт оф Мідлотіан | 18 | 6  | 2 | 10 | 31 | 37 | −6  | 14 |                                     |
| 7   | Аберкорн          | 18 | 5  | 2 | 11 | 36 | 47 | −11 | 12 |                                     |
| 8   | Сент-Міррен       | 18 | 5  | 1 | 12 | 39 | 62 | −23 | 11 | Переобрано для наступного сезону    |
| 9   | Вейл оф Левен     | 18 | 5  | 1 | 12 | 27 | 65 | −38 | 11 | Переобрано для наступного сезону    |
| 10  | Кавлерс (R)       | 18 | 3  | 4 | 11 | 24 | 50 | −26 | 6  | Не переобрано для наступного сезону |

1. ↑  Дамбартон та Рейнджерс фінішували з однаковою кількістю очок, додатковий матч також не виявив переможця 2−2 тож обидва клуби оголошено чемпіонами.
2. 1 2 3  Селтік, Терд Ланарк і Кавлерс позбавленні чотирьох очок.